# Streets of Philadelphia (Lied)
Streets of Philadelphia ist ein 1994 veröffentlichtes Lied des US-amerikanischen Rockmusikers Bruce Springsteen. Die Ballade ist Teil des Soundtracks des Films Philadelphia mit Tom Hanks und Denzel Washington. Der Titel platzierte sich in zahlreichen Ländern an der Spitze der Charts und wurde mit einem Oscar, vier Grammys und einem MTV Video Music Award ausgezeichnet.

## Geschichte
Jonathan Demme, der Regisseur des Films, fragte Springsteen, ob er einen Song zum Film beisteuern würde. Nach Abschluss seiner „Other Band“-Tour kam Springsteen im Juni 1993 der Bitte nach. Er lieferte fast alle Instrumentaleinspielungen, nur der Bass und die Backgroundvocals stammen vom Other-Band-Mitglied Tommy Simms. Zusätzliche Saxophonsoli und Teile des Gesangs von Ornette Coleman und „Little“ Jimmy Scott wurden jedoch nicht verwendet.

## Liveauftritte
Bruce Springsteen spielte den Titel im März 1994 bei der Oscarverleihung, im September 1994 bei den MTV Video Music Awards und im März 1995 bei den Grammy Awards.

## Musikvideo
Das Musikvideo zum Song wurde unter der Regie von Jonathan Demme und dessen Neffen Ted Demme gedreht. Es zeigt Springsteen, der durch die Straßen Philadelphias läuft. Er passiert einen belebten Park und geht an einem Schulhof vorbei. Außerdem werden Szenen aus dem Film Philadelphia eingeblendet. Nach einem kurzen Blick in den Rittenhouse Park endet das Video, als Springsteen entlang des Delaware River geht und im Hintergrund die Benjamin Franklin Bridge zu sehen ist. Auch Tom Hanks, der die Hauptrolle im Film spielt, ist zu sehen.

## Preise
- 1994: Oscar „Bester Song“
- 1994: MTV Video Music Award „Bestes Video aus einem Film“
- 1994: Golden Globe Award „Best Original Song from a motion picture“
- 1995: Grammy „Song des Jahres“
- 1995: Grammy „Bester Rocksong“
- 1995: Grammy „Beste männliche Gesangsdarbietung – Rock“
- 1995: Grammy „Bester Song geschrieben speziell für Film oder Fernsehen“

## Kommerzieller Erfolg

### Chartplatzierungen
Streets of Philadelphia erreichte in Deutschland die Chartspitze der Singlecharts und platzierte sich fünf Wochen an ebendieser sowie 13 Wochen in den Top 10 und 27 Wochen in den Charts. Die Single wurde zum achten Charthit in Deutschland, erstmals erreichte eine Single von ihm die Chartspitze sowie die Top 10. Die beste Platzierung hatte zuvor Human Touch aus dem Jahr 1992 mit Rang 15 inne. Es war der einzige Nummer-eins-Hit für Springsteen in Deutschland, es konnte sich auch keine Single länger in den Charts platzieren. In den deutschen Airplaycharts platzierte sich das Lied ebenfalls für fünf Wochen an der Chartspitze.
In Österreich erreichte die Single ebenfalls die Chartspitze und platzierte sich vier Wochen an ebendieser, 13 Wochen in den Top 10 und 17 Wochen in den Charts. Springsteen erreichte hiermit zum siebten Mal die Singlecharts in Österreich, zum zweiten Mal nach I’m on Fire die Top 10 und erstmals die Chartspitze. Es blieb zugleich die letzte Top-10- und Nummer-eins-Single für Springsteen. In der Schweizer Hitparade erreichte Streets of Philadelphia Rang zwei. Die Single platzierte sich 13 Wochen in den Top 10 und 23 Wochen in den Charts. Springsteen erreichte hiermit zum siebten Mal die Charts in der Schweiz, es ist nach Tougher Than the Rest und Human Touch sein dritter Top-10-Hit. Die erfolgreichste Chartsingle zuvor war Tougher Than the Rest mit Rang drei und einer Verweildauer von 15 Chartwochen.
Im Vereinigten Königreich erreichte die Single ebenfalls Rang zwei und musste sich hierbei lediglich Doop von der gleichnamigen Band geschlagen geben. Streets of Philadelphia wurde zum vierten und letzten Top-10-Hit für Springsteen in den britischen Charts und platzierte sich sieben Wochen in ebendiesen. Die Single platzierte sich 13 Wochen in den Charts und wurde zum 20. Charthit. Bis heute konnte sich keine Single von Springsteen höher in den britischen Singlecharts platzieren, zuvor hielt diesen Höchstwert Dancing in the Dark aus dem Jahr 1984 mit Rang vier. In den US-amerikanischen Billboard Hot 100 erreichte Streets of Philadelphia mit Rang neun seine höchste Chartnotierung und platzierte sich drei Wochen in den Top 10 und 20 Wochen in den Charts. Die Single wurde zum 23. Charthit für Springsteen in den Vereinigten Staaten sowie zum zwölften Top-10-Erfolg.
Darüber hinaus erreichte die Single Rang eins in Frankreich sowie in Norwegen. 1994 belegte Streets of Philadelphia Rang drei der deutschen Single-Jahrescharts sowie Rang vier in Österreich, Rang zwölf in der Schweiz, Rang 23 im Vereinigten Königreich und Rang 54 in den Vereinigten Staaten.
| ChartsChartplatzierungen       | Höchstplatzierung | Wochen |
| ------------------------------ | ----------------- | ------ |
| Deutschland (GfK)              | 1 (27 Wo.)        | 27     |
| Österreich (Ö3)                | 1 (17 Wo.)        | 17     |
| Schweiz (IFPI)                 | 2 (23 Wo.)        | 23     |
| Vereinigte Staaten (Billboard) | 9 (20 Wo.)        | 20     |
| Vereinigtes Königreich (OCC)   | 2 (13 Wo.)        | 13     |

| ChartsJahrescharts (1994)      | Platzierung |
| ------------------------------ | ----------- |
| Deutschland (GfK)              | 3           |
| Österreich (Ö3)                | 4           |
| Schweiz (IFPI)                 | 12          |
| Vereinigte Staaten (Billboard) | 54          |
| Vereinigtes Königreich (OCC)   | 23          |

### Auszeichnungen für Musikverkäufe
| Land/Region                  | Auszeichnungen für Musikverkäufe (Land/Region, Auszeichnung, Verkäufe) | Verkäufe  |
| ---------------------------- | ---------------------------------------------------------------------- | --------- |
| Australien (ARIA)            | 3× Platin                                                              | 210.000   |
| Dänemark (IFPI)              | Platin                                                                 | 90.000    |
| Deutschland (BVMI)           | Gold                                                                   | 250.000   |
| Frankreich (SNEP)            | Gold                                                                   | 250.000   |
| Italien (FIMI)               | Platin                                                                 | 100.000   |
| Neuseeland (RMNZ)            | Platin                                                                 | 30.000    |
| Norwegen (IFPI)              | Gold                                                                   | 10.000    |
| Österreich (IFPI)            | Gold                                                                   | 15.000    |
| Spanien (Promusicae)         | Platin                                                                 | 60.000    |
| Vereinigte Staaten (RIAA)    | Platin                                                                 | 1.000.000 |
| Vereinigtes Königreich (BPI) | Platin                                                                 | 600.000   |
| Insgesamt                    | 4× Gold · 9× Platin ·                                                  | 2.605.000 |

Hauptartikel: Bruce Springsteen/Auszeichnungen für Musikverkäufe

## Coverversionen
- Der Song wurde live von Melissa Etheridge und David Gray gecovert.
- Auf den Alben der amerikanischen Rockband Marah, Liv Kristine, der kanadischen Pop- und Jazz-Sängerin Molly Johnson und I Muvrini mit Anggun sind Coverversionen zu hören.
- Die amerikanischen Rapper Cassidy und Larsiny Family aus Philadelphia haben eine Coverversion auf ihrem Mixtape Put Ya L in the Sky aufgenommen. Sie versuchten damit, auf die Kriminalität in der Stadt hinzuweisen.
- Der französische Sänger Patrick Bruel nahm ebenfalls eine Coverversion auf. Dabei blieben der Text (bis auf die Übersetzung in das Französische) und die Musik unverändert.
- Die Künstler Tua und Vasee nahmen eine abgeänderte Variante des Songs in deren Video auf,[12] worin Tierquälerei thematisiert wird.